# Alžběta Hesenská (1502–1557)
Alžběta Hesenská (4. března 1502, Marburg – 6. prosince 1557, Šmalkaldy) byla hesenská princezna a sňatkem saská dědičná princezna.

## Dětství
Alžběta se narodila jako nejstarší dcera lantkraběte Viléma II. Hesenského a jeho druhé manželky Anny Meklenbursko-Zvěřínské. Její dětství bylo poznamenáno boji její matky proti hesenské šlechtě. Po smrti jejího otce v roce 1509 byla v rozporu s pokyny v jeho závěti utvořena pětičlenná rada, jejímž předsedou byl správce Ludwig von Boyneburg z Lengsfeldu. Rada převzala vládu jménem Alžbětina mladšího bratra Filipa a vzala Annu a její děti do opatrovnictví.
V té době žila Alžběta se svou matkou v Gießenu, zatímco její bratr zůstal v Kasselu pod dohledem Ludwiga von Boyneburg.
Alžběta s matkou byly finančně závislé na radě, která jim mnoho peněz nedávala, což se ukázalo v roce 1512. Annina mladší sestra Kateřina se toho roku provdala za saského vévodu Jindřicha IV. a Anna chtěla Alžbětu představit u saského dvora, aby ji přislíbila Janovi, nejstaršímu synovi saského vévody Jiřího. Když Anna požádala o peníze na nákup damašku na šaty vhodné ke dvoru, žádost byla zamítnuta a návštěva musela být zrušena.

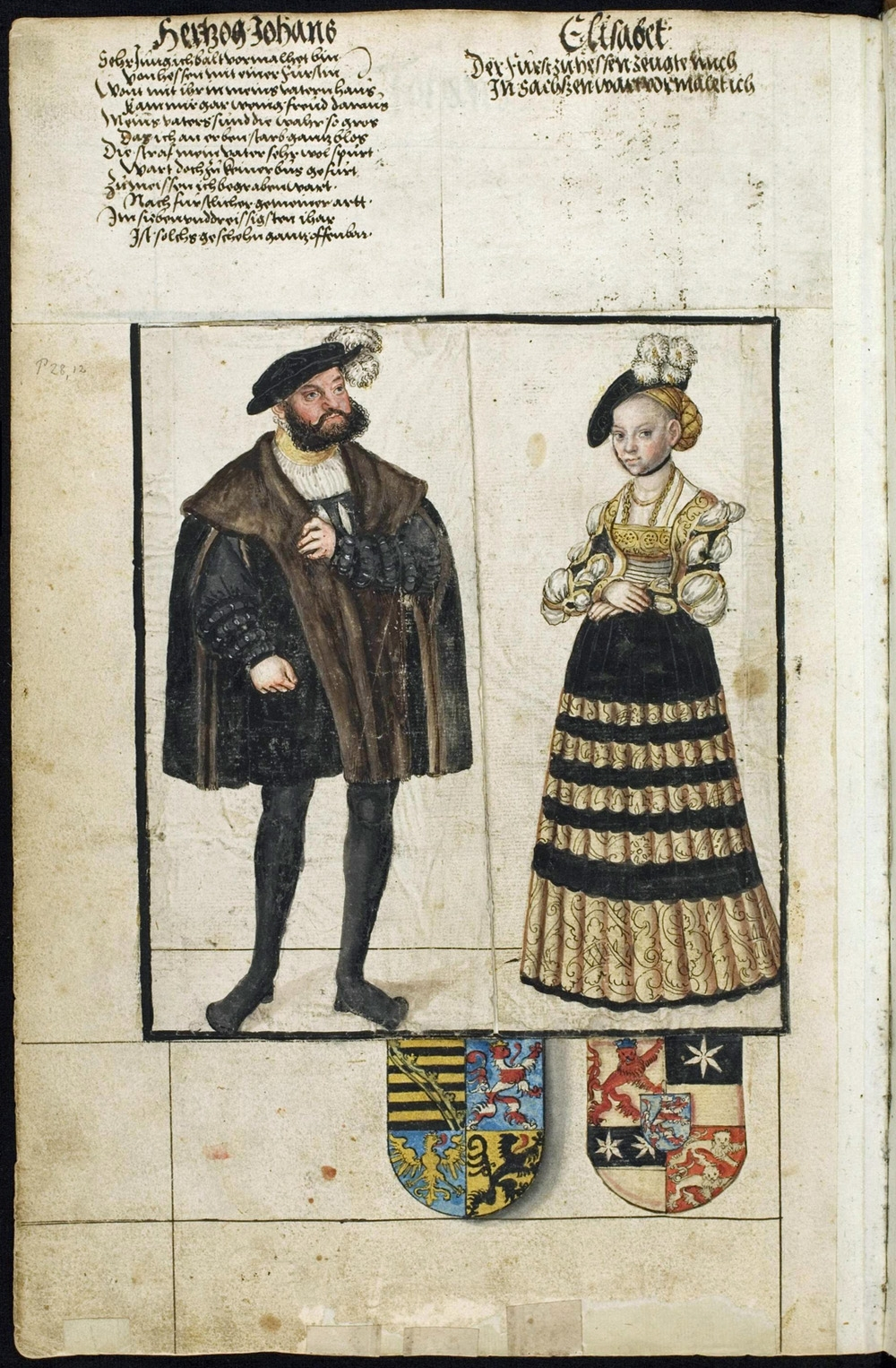
Jan Saský a Alžběta (1546)

V roce 1514 Anna získala vládu nad Hesenskem. Vrátilo se jí opatrovnictví nad dětmi, i když státní záležitosti musela konzultovat s poradním sborem. Rodina se znovu spojila a žila společně v Kasselu.

## Saská dědičná princezna
Zásnubní smlouva mezi Alžbětou a Janem byla uzavřena 8. března 1515, poté, co papež udělil dispens, protože snoubenci byli příbuzní čtvrtého stupně. Jan přijel do Marburgu, kde se konala svatba, ale Alžběta začala žít natrvalo v Drážďanech až v lednu 1519.
V Drážďanech Alžběta neustále bojovala za svou nezávislost proti vévodovi Jiřímu a jeho dvorním úředníkům. Její novomanžel, věčně nemocný Jan, se svým panovačným otcem nevycházel. Pár neměl děti a tlak u dvora dovedl Alžbětu k chronické nespavosti. Během tohoto období ukázala své diplomatické zkušenosti obnovením míru mezi svým bratrem a jejich matkou, když se Anna chtěla navzdory Filipovým námitkám znovu provdat. Alžběta opět zprostředkovala mír, když mezi nimi panovalo napětí v otázkách náboženství (jejich matka si udržovala katolickou víru, zatímco Filip upřednostňoval luteránství). V té době byla Alžběta chůvou svého bratrance Mořice Saského.

## Rochlitz a Šmalkaldy
Když Jan 11. ledna 1537 zemřel, odstěhovala se Alžběta do Rochlitz, který při svatbě získala jako vdovské věno. Saský dvůr jí však nepřidělil vlastní rozpočet, a tak se ocitla ve stejné situaci jako před lety její matka. Pomohl jí bratr. Obdržela okres Rochlitz (zahrnoval město Rochlitz, hrad Rochlitz, město Mittweida a Geithain) a okres Kriebstein (zahrnující města Waldheim a Hartha). V důsledku toho začala být označována jako "Alžběta z Rochlitz".
Alžběta na svém území v roce 1537 povolila luteránství, zatímco zbytek Saska ovládaný jejím tchánem zůstal katolický. Její bratr jí poslal protestantského kazatele Johanna Schütze. Později se stal rádcem vévody Mořice Saského. V roce 1540 zjistila, že je její bratr tajný bigamista. V Rochlitz Alžběta vychovávala bratrovu dceru Barboru.
Po porážce Šmalkaldského spolku Alžběta Rochlitz opustila; bratr jí dal hesenskou část města Šmalkaldy. Tam žila od roku 1547. Její bratr padl do císařského zajetí a jeho manželka Kristýna Saská (sestra Alžbětina manžela) podnikla kroky k jeho propuštění. V té době byla Alžběta často v Kasselu, kde dohlížela na výchovu Filipových dětí. V roce 1556 Alžběta vážně onemocněla, načež její bratr zřídil ve Šmalkaldách první lékárnu. Tam Alžběta 6. prosince 1557 ve věku 55 let zemřela. Pohřbena byla v kostele sv. Alžběty v Marburgu.

## Vývod z předků
|                  |                                 |  |                      |                                |  |  |  |  |  |  |  | Heřman II. Hesenský |
|                  |                                 |  |                      |                                |  |  |  |  |  |  |  |                     |
|                  | Ludvík I. Hesenský              |  |                      |                                |  |  |  |  |  |  |  |                     |
|                  |                                 |  |                      |                                |  |  |  |  |  |  |  |                     |
|                  |                                 |  |                      | Markéta Hohenzollernská        |  |  |  |  |  |  |  |                     |
|                  |                                 |  |                      |                                |  |  |  |  |  |  |  |                     |
|                  | Ludvík II. Dolnohesenský        |  |                      |                                |  |  |  |  |  |  |  |                     |
|                  |                                 |  |                      |                                |  |  |  |  |  |  |  |                     |
|                  |                                 |  |                      | Fridrich I. Saský              |  |  |  |  |  |  |  |                     |
|                  |                                 |  |                      |                                |  |  |  |  |  |  |  |                     |
|                  | Anna Saská                      |  |                      |                                |  |  |  |  |  |  |  |                     |
|                  |                                 |  |                      |                                |  |  |  |  |  |  |  |                     |
|                  |                                 |  |                      | Kateřina Brunšvicko-Lüneburská |  |  |  |  |  |  |  |                     |
|                  |                                 |  |                      |                                |  |  |  |  |  |  |  |                     |
|                  | Vilém II. Hesenský              |  |                      |                                |  |  |  |  |  |  |  |                     |
|                  |                                 |  |                      |                                |  |  |  |  |  |  |  |                     |
|                  |                                 |  |                      | Eberhard IV. Württemberský     |  |  |  |  |  |  |  |                     |
|                  |                                 |  |                      |                                |  |  |  |  |  |  |  |                     |
|                  | Ludvík I. Württembersko-Urašský |  |                      |                                |  |  |  |  |  |  |  |                     |
|                  |                                 |  |                      |                                |  |  |  |  |  |  |  |                     |
|                  |                                 |  |                      | Henrietta z Montbéliard        |  |  |  |  |  |  |  |                     |
|                  |                                 |  |                      |                                |  |  |  |  |  |  |  |                     |
|                  | Matylda Württembersko-Urašská   |  |                      |                                |  |  |  |  |  |  |  |                     |
|                  |                                 |  |                      |                                |  |  |  |  |  |  |  |                     |
|                  |                                 |  |                      | Ludvík III. Falcký             |  |  |  |  |  |  |  |                     |
|                  |                                 |  |                      |                                |  |  |  |  |  |  |  |                     |
|                  | Matylda Falcká                  |  |                      |                                |  |  |  |  |  |  |  |                     |
|                  |                                 |  |                      |                                |  |  |  |  |  |  |  |                     |
|                  |                                 |  |                      | Matylda Savojská               |  |  |  |  |  |  |  |                     |
|                  |                                 |  |                      |                                |  |  |  |  |  |  |  |                     |
| Alžběta Hesenská |                                 |  |                      |                                |  |  |  |  |  |  |  |                     |
|                  |                                 |  |                      |                                |  |  |  |  |  |  |  |                     |
|                  |                                 |  | Jan IV. Meklenburský |                                |  |  |  |  |  |  |  |                     |
|                  |                                 |  |                      |                                |  |  |  |  |  |  |  |                     |
|                  | Jindřich IV. Meklenburský       |  |                      |                                |  |  |  |  |  |  |  |                     |
|                  |                                 |  |                      |                                |  |  |  |  |  |  |  |                     |
|                  |                                 |  |                      | Kateřina Sasko-Lauenburská     |  |  |  |  |  |  |  |                     |
|                  |                                 |  |                      |                                |  |  |  |  |  |  |  |                     |
|                  | Magnus II. Meklenburský         |  |                      |                                |  |  |  |  |  |  |  |                     |
|                  |                                 |  |                      |                                |  |  |  |  |  |  |  |                     |
|                  |                                 |  |                      | Fridrich I. Braniborský        |  |  |  |  |  |  |  |                     |
|                  |                                 |  |                      |                                |  |  |  |  |  |  |  |                     |
|                  | Dorotea Braniborská             |  |                      |                                |  |  |  |  |  |  |  |                     |
|                  |                                 |  |                      |                                |  |  |  |  |  |  |  |                     |
|                  |                                 |  |                      | Alžběta Bavorská               |  |  |  |  |  |  |  |                     |
|                  |                                 |  |                      |                                |  |  |  |  |  |  |  |                     |
|                  | Anna Meklenbursko-Zvěřínská     |  |                      |                                |  |  |  |  |  |  |  |                     |
|                  |                                 |  |                      |                                |  |  |  |  |  |  |  |                     |
|                  |                                 |  |                      | Wartislaw IX. Pomořanský       |  |  |  |  |  |  |  |                     |
|                  |                                 |  |                      |                                |  |  |  |  |  |  |  |                     |
|                  | Erik II. Pomořanský             |  |                      |                                |  |  |  |  |  |  |  |                     |
|                  |                                 |  |                      |                                |  |  |  |  |  |  |  |                     |
|                  |                                 |  |                      | Žofie Sasko-Lauenburská        |  |  |  |  |  |  |  |                     |
|                  |                                 |  |                      |                                |  |  |  |  |  |  |  |                     |
|                  | Žofie Pomořanská                |  |                      |                                |  |  |  |  |  |  |  |                     |
|                  |                                 |  |                      |                                |  |  |  |  |  |  |  |                     |
|                  |                                 |  |                      | Bogislav IX. Pomořanský        |  |  |  |  |  |  |  |                     |
|                  |                                 |  |                      |                                |  |  |  |  |  |  |  |                     |
|                  | Žofie Pomořanská                |  |                      |                                |  |  |  |  |  |  |  |                     |
|                  |                                 |  |                      |                                |  |  |  |  |  |  |  |                     |
|                  |                                 |  |                      | Marie Mazovská                 |  |  |  |  |  |  |  |                     |
|                  |                                 |  |                      |                                |  |  |  |  |  |  |  |                     |